# Rudolf Koch
Rudolf Koch (Norimberga, 20 novembre 1876 – 9 aprile 1934) è stato un tipografo, insegnante e calligrafo tedesco.
Ha iniziato la sua carriera come calligrafo ed ha creato diversi caratteri in stile romano e in Fraktur.
Koch ha anche creato un libro chiamato Book of Signs, che contiene 493 simboli e numerose rune dove nel 1955 fu ristampato dalla Dover Publications.